# Flugplatz Varese-Venegono

i7
i11
i13

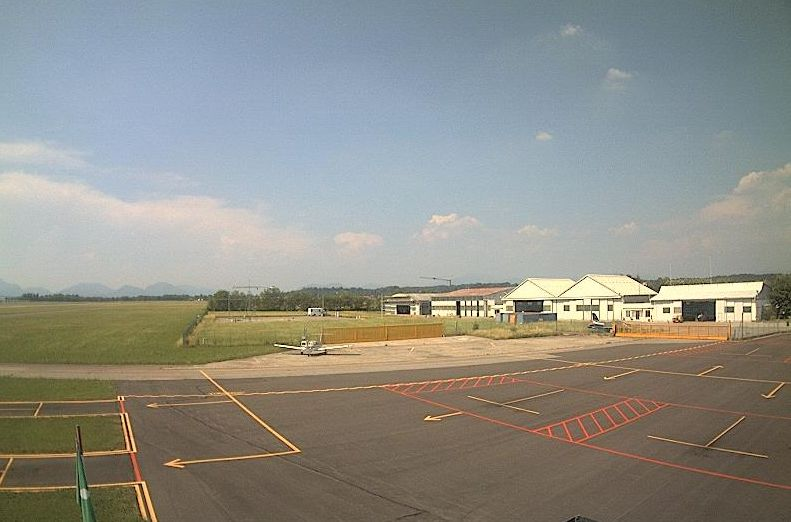
Flugplatz Varese-Venegono (2015)

Der Flugplatz Varese-Venegono (IATA-Code: QVA, ICAO-Code: LILN) befindet sich in der norditalienischen Region Lombardei, knapp fünfzig Kilometer nordwestlich von Mailand und rund zehn Kilometer südöstlich von Varese auf dem Gebiet der Gemeinden Venegono Superiore und Venegono Inferiore. Der Flugplatz wird vom Aeroclub Varese und von der Allgemeinen Luftfahrt genutzt. Darüber hinaus ist er vor allem ein Werksflugplatz des Rüstungs- und Technologiekonzerns Leonardo.

## Verkehrsanbindung
Der Flugplatz liegt zwischen den Autobahnen A8 und A9 an der Landstraße SP233. Venegono Inferiore hat einen Bahnhof, von dem aus der Flugplatz ohne großen Aufwand zu Fuß erreicht werden kann. In der Provinz Varese befindet sich auch der internationale Flughafen Mailand-Malpensa.

## Infrastruktur
Der Flugplatz hat eine asphaltierte, 1420 Meter lange Start- und Landebahn, die in Nord-Süd-Richtung verläuft (18/36). Im Westen sind die  Produktionsanlagen von Leonardo, im Osten befindet sich der Sitz des Aeroclubs und andere kleinere Einrichtungen. Der Aeroclub Varese unterhält hier eine der renommiertesten Flugschulen Italiens.

## Geschichte
Der nach dem Flugpionier Arturo Ferrarin benannte Flugplatz entstand in den 1930er Jahren als einfaches militärisches Flugfeld. Im Zweiten Weltkrieg waren hier unter anderem Nachtjäger stationiert. Im Jahr 1946 begann der Flugzeughersteller Aermacchi, die Produktion von Malpensa nach Venegono zu verlagern. Im Lauf der Zeit absolvierten hier etliche bekannte Jettrainer wie die Aermacchi MB-326 und die MB-339 ihre Jungfernflüge. Am 1. Januar 2016 ging Alenia Aermacchi ganz im Leonardo-Konzern auf, der auch den Flugplatz als Produktionsstandort übernahm.

## Sonstiges
Der Flugplatz Varese-Venegono ist nicht zu verwechseln mit dem etwa fünf Kilometer westlich von Varese am Lago di Varese gelegenen Flugplatz Varese-Calcinate del Pesce. Dieser kleine, ebenfalls von Aermacchi angelegte Flugplatz wird vorwiegend von Segelfliegern genutzt.